# 中山由起枝
中山由起枝（1979年3月7日—）是一名日本射擊運動員，曾代表國家參加2000年悉尼奧運、2008年北京奧運、2012年倫敦奧運、2016年里約奧運及2020年東京奧運的射擊比賽，五次都未能獲獎。